# Charles Winship House
Das Charles Winship House war eine Villa mit 27 Zimmern in der 13 Mansion Road in Wakefield, Massachusetts. Das Gebäude wurde zwischen 1901 und 1906 errichtet. Bauherr der Villa war der Geschäftsmann Charles Winship. Das Charles Winship House stand seit 1989 im National Register of Historic Places und war seit 2010 unbewohnt. Im Juli 2020 erfolgte der Abbruch des Anwesens.

## Geschichte

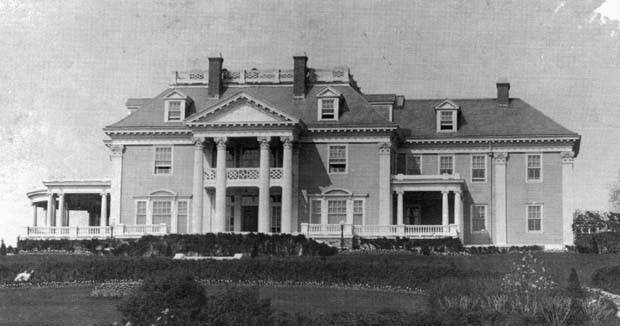
Das Anwesen im Mai 1922

Das Charles Winship House wurde zwischen 1901 und 1906 von dem US-amerikanischen Geschäftsmann Charles Winship (1862–1946) erbaut, der Miteigentümer der in Wakefield ansässigen Harvard Knitting Mills war.
Nach dem Tod Winships wurde das Anwesen seit 1946 als Schwesternwohnheim für bis zu 40 Nonnen genutzt, ehe es 1978 an einen in der Immobilienbranche tätigen Geschäftsmann verkauft wurde.
1989 wurde das Gebäude zusammen mit mehreren weiteren historischen Privathäusern in Wakefield in das National Register of Historic Places eingetragen. Das Charles Winship House wurde 1998 letztmals verkauft. 2008 musste sein Besitzer Insolvenz anmelden. Das Gebäude steht seit 2010 leer. Die Innenausstattung sowie persönlichen Gegenstände der letzten Bewohner wurden zurückgelassen und in der Zwischenzeit durch Vandalismus beschädigt.
Nachdem das Anwesen zehn Jahre leer stand, wurde es am 8. Juli 2020 abgerissen. Der neue Besitzer des Grundstücks plant die Bebauung mit zwei Einfamilienhäusern.

## Architektur
Das Charles Winship House wurde im sogenannten Colonial-Revival-Stil errichtet und war mit 27 Zimmern das größte private Wohnhaus in Wakefield. Zentrum der Villa war das Haupttreppenhaus, das mit mehreren Wandgemälden verziert ist. Die Wandverkleidungen im Inneren des Gebäudes waren aus afrikanischem Mahagoni. Insgesamt verfügte das Charles Winship House über 12 Kamine.
Äußere Merkmale des Gebäudes waren das Walmdach mit einer Balustrade sowie ein zweistöckiger Säulengang in der Frontseite des Gebäudes.

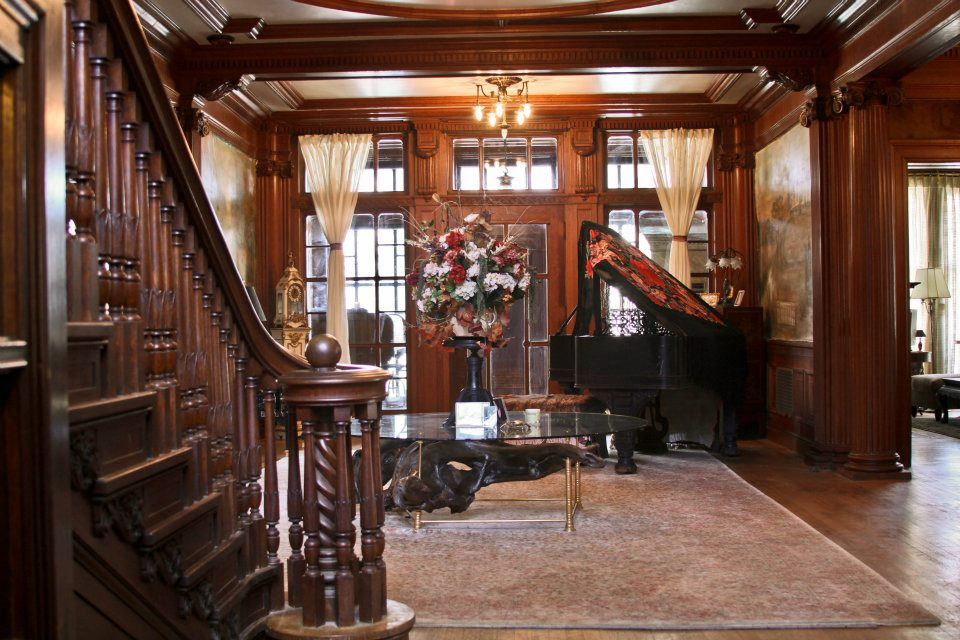
Treppenhaus vor Vandalismus
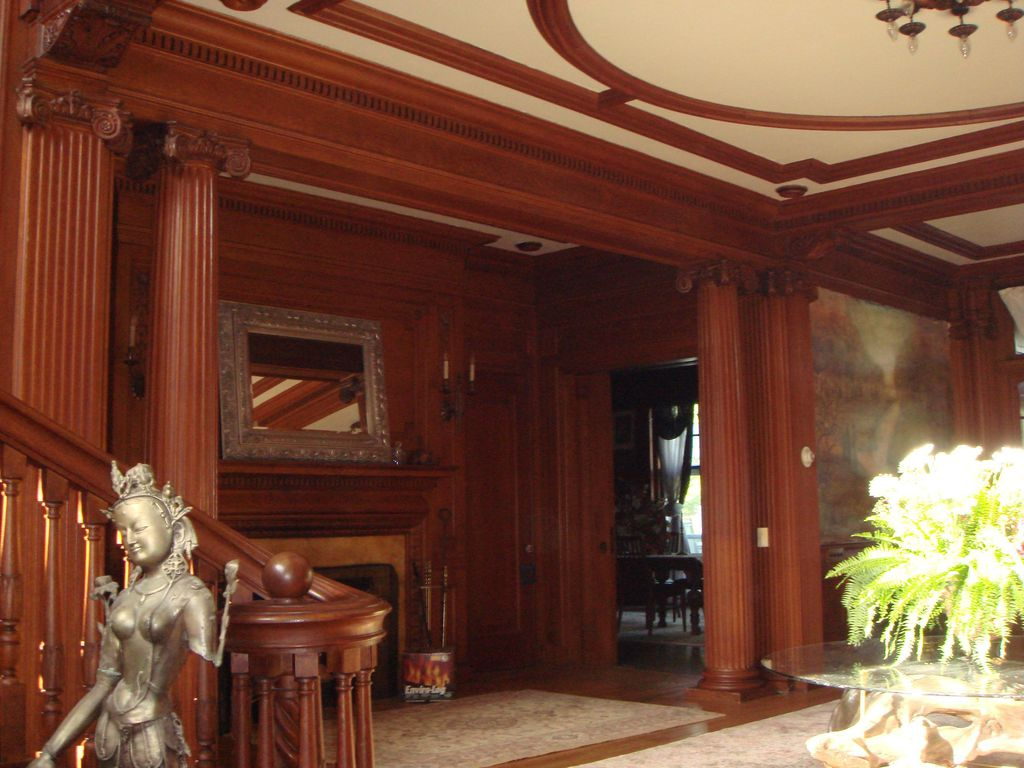
Weitere Ansicht vor Vandalismus
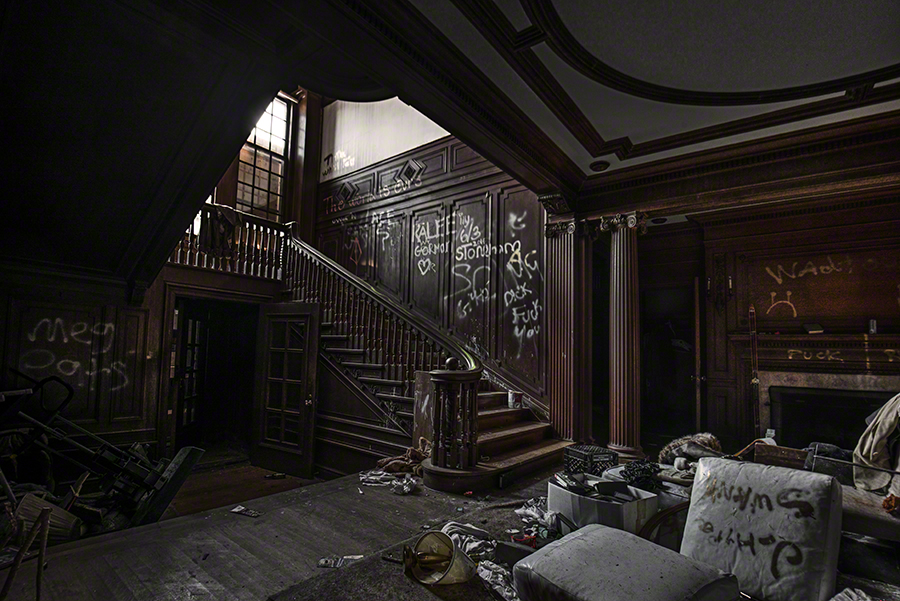
Durch Vandalismus beschädigtes Treppenhaus
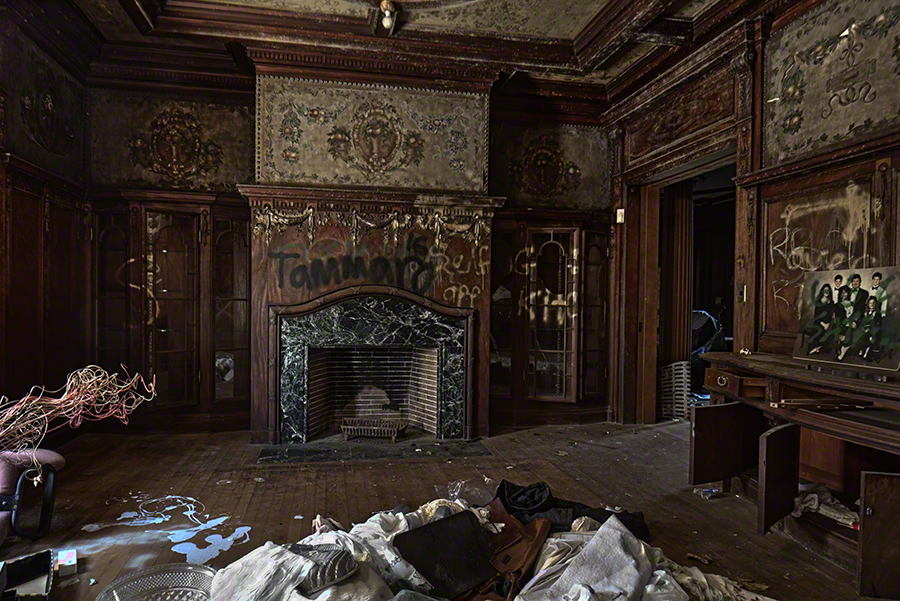
Durch Vandalismus beschädigtes Kaminzimmer